# Алексеевка (Кетрисановская сельская община)
Алексе́евка (укр. Олексі́ївка) — село в Кетрисановской сельской общине Кропивницкого района Кировоградской области Украины.
До 2020 года входило в Бобринецкий район
Население по переписи 2001 года составляло 654 человека. Почтовый индекс — 27213. Телефонный код — 5257. Занимает площадь 1,72 км². Код КОАТУУ — 3520880301.

## Известные уроженцы, жители
Александр Григорьевич Юрченко (1934—2010) — советский и украинский учёный, заслуженный работник высшей школы УССР, заслуженный деятель науки и техники Украины, лауреат государственной премии Украины в области науки и техники